# ملکه افسانه‌ها
ملکه افسانه‌ها شروری است که با لیگ عدالت، واندر وومن و سوپرمن مبازره کرده است. این شخصیت بر اساس شخصیت ملکه از داستان سفیدبرفی ساخته شده‌است، ملکه افسانه‌ها تجسم تمام شرارات در فولکلور است. او اولین بار در جی‌ال‌آی شماره ۴۷ (نوامبر ۲۰۰۰) ظاهر شد و توسط گیل سیمون، مارک وید و برایان هیچ ایجاد شد.